# Puchar Intertoto UEFA (2003)
Puchar Intertoto 2003, był 43. edycją piłkarskiego turnieju, dziewiątą pod egidą UEFA. W Pucharze występowały dwie polskie drużyny – Odra Wodzisław Śląski i Polonia Warszawa. Trzy zwycięskie drużyny: FC Schalke 04, Villarreal CF i Perugia awansowały do rozgrywek Pucharu UEFA.

## I runda
| Drużyna 1            | Wynik dwumeczu | Drużyna 2             | Pierwszy mecz | Drugi mecz |
| -------------------- | -------------- | --------------------- | ------------- | ---------- |
| Odra Wodzisław       | 1–3            | Shamrock Rovers F.C.  | 1–2           | 0–1        |
| Polonia Warszawa     | 1–5            | Toboł Kustanaj        | 0–3           | 1–2        |
| SV Pasching          | 2–2 (br. wyj.) | WIT Georgia Tbilisi   | 1–0           | 1–2        |
| FC Encamp            | 1–7            | Lierse SK             | 0–3           | 1–4        |
| Spartak Trnawa       | 2–7            | Pobeda Prilep         | 1–5           | 1–2        |
| Partizani Tirana     | 3–3 (br. wyj.) | Maccabi Netanja       | 2–0           | 1–3        |
| 1. FC Brno           | 3–3 (br. wyj.) | Kotajk Abowian        | 1–0           | 2–3        |
| FC Koper             | 3–2            | NK Zagreb             | 1–0           | 2–2        |
| FK Žalgiris Wilno    | 1–4            | Örgryte IS            | 1–1           | 0–3        |
| Győri ETO FC         | 3–3 (br. wyj.) | Ethnikos Achna        | 1–1           | 2–2        |
| Videoton FC Fehérvár | 4–5            | Marek Dupnica         | 2–2           | 2–3(dogr.) |
| Tampere United       | 2–2 (br. wyj.) | Ceahlăul Piatra Neamț | 1–0           | 1–2        |
| FK Sutjeska Nikšić   | 4–1            | Union Luxembourg      | 3–0           | 1–1        |
| Bangor City F.C.     | 2–6            | Gloria Bystrzyca      | 0–1           | 2–5        |
| OFK Beograd          | 5–3            | JK Narva Trans        | [ a ]         | 5–3(dogr.) |
| FK Dinaburg          | 1–2            | FC Wil                | 1–0           | 0–2        |
| FK ZTS Dubnica       | 7–1            | Olympiakos Nikozja    | 3–0           | 4–1        |
| Dacia Kiszyniów      | 5–1            | GÍ Gøta               | 4–1           | 1–0        |
| FK Sloboda Tuzla     | 2–2 (k. 2:3)   | KA                    | 1–1           | 1–1        |
| Szachcior Soligorsk  | 8–1            | Omagh Town F.C.       | 1–0           | 7–1        |
| AC Allianssi         | 2–1            | Hibernians FC         | 1–0           | 1–1        |

## II runda
| Drużyna 1           | Wynik dwumeczu | Drużyna 2            | Pierwszy mecz | Drugi mecz |
| ------------------- | -------------- | -------------------- | ------------- | ---------- |
| APO Akratitos       | 0–1            | AC Allianssi         | 0–1           | 0–0        |
| Örgryte IS          | 4–4 (br. wyj.) | OGC Nice             | 3–2           | 1–2        |
| 1. FC Slovácko      | 4–3            | OFK Beograd          | 1–0           | 3–3        |
| Racing Santander    | 2–2 (br. wyj.) | Győri ETO FC         | 1–0           | 1–2        |
| Slovan Liberec      | 4–0            | Shamrock Rovers F.C. | 2–0           | 2–0        |
| FC Thun             | 3–4            | 1. FC Brno           | 2–3           | 1–1        |
| Brescia Calcio      | 3–2            | Gloria Bystrzyca     | 2–1           | 1–1        |
| Marek Dupnica       | 1–3            | VfL Wolfsburg        | 1–1           | 0–2        |
| Szachcior Soligorsk | 3–5            | HNK Cibalia          | 1–1           | 2–4        |
| Sint-Truidense VV   | 0–3            | Toboł Kustanaj       | 0–2           | 0–1        |
| Willem II Tilburg   | 3–4            | FC Wil               | 2–1           | 1–3        |
| Pobeda Prilep       | 2–3            | SV Pasching          | 1–1           | 1–2        |
| FK Sloboda Tuzla    | 2–5            | Lierse SK            | 1–0           | 1–5        |
| Tampere United      | 1–0            | FK Sutjeska Nikšić   | 0–0           | 1–0        |
| Dacia Kiszyniów     | 5–0            | Partizani Tirana     | 2–0           | 3–0        |
| FC Koper            | 3–3 (br. wyj.) | FK ZTS Dubnica       | 1–0           | 2–3        |

## III runda
| Drużyna 1         | Wynik dwumeczu | Drużyna 2      | Pierwszy mecz | Drugi mecz |
| ----------------- | -------------- | -------------- | ------------- | ---------- |
| Toboł Kustanaj    | 0–4            | SV Pasching    | 0–1           | 0–3        |
| Perugia Calcio    | 4–0            | AC Allianssi   | 2–0           | 2–0        |
| AO Egaleo         | 4–5            | FC Koper       | 2–3           | 2–2        |
| FC Nantes         | 5–3            | FC Wil         | 2–1           | 3–2        |
| OGC Nice          | 0–1            | Werder Brema   | 0–0           | 0–1        |
| Villarreal CF     | 3–1            | Brescia Calcio | 2–0           | 1–1        |
| En Avant Guingamp | 4–5            | 1. FC Brno     | 2–1           | 2–4(dogr.) |
| Dacia Kiszyniów   | 1–3            | FC Schalke 04  | 0–1           | 1–2        |
| Racing Santander  | 1–3            | Slovan Liberec | 0–1           | 1–2        |
| 1. FC Slovácko    | 0–3            | VfL Wolfsburg  | 0–1           | 0–2        |
| Tampere United    | 1–2            | HNK Cibalia    | 0–2           | 1–0        |
| sc Heerenveen     | 5–1            | Lierse SK      | 4–1           | 1–0        |

## Półfinały
| Drużyna 1     | Wynik dwumeczu | Drużyna 2      | Pierwszy mecz | Drugi mecz |
| ------------- | -------------- | -------------- | ------------- | ---------- |
| FC Nantes     | 0–1            | Perugia Calcio | 0–1           | 0–0        |
| SV Pasching   | 5–1            | Werder Brema   | 4–0           | 1–1        |
| 1. FC Brno    | 1–3            | Villarreal CF  | 1–1           | 0–2        |
| FC Schalke 04 | 2–1            | Slovan Liberec | 2–1           | 0–0        |
| sc Heerenveen | 2–1            | FC Koper       | 2–0           | 0–1        |
| HNK Cibalia   | 1–8            | VfL Wolfsburg  | 1–4           | 0–4        |

## Finały
| Drużyna 1      | Wynik dwumeczu | Drużyna 2     | Pierwszy mecz | Drugi mecz |
| -------------- | -------------- | ------------- | ------------- | ---------- |
| SV Pasching    | 0–2            | FC Schalke 04 | 0–2           | 0–0        |
| sc Heerenveen  | 1–2            | Villarreal CF | 1–2           | 0–0        |
| Perugia Calcio | 3–0            | VfL Wolfsburg | 1–0           | 2–0        |